# Nupédia
A Nupédia (Nupedia) a világhálón létező („elektronikus”), ingyenesen, szabadon hozzáférhető (nyílt tartalmú) enciklopédia volt, nagyobbrészt angol nyelven. Ez volt a Wikipédia elődje, de attól eltérően hivatásos szakértők szerkesztették, a cikkek lektorálási eljáráson mentek át nyilvánosságra kerülésük előtt, és nem volt szabadon szerkeszthető, sőt wiki alapú sem. Két Amerikai Egyesült Államok-beli személy alapította, egyikük a főszerkesztőként működő Larry Sanger filozófus volt, másikuk, a kezdeményezés társalapítója, pénzügyi felelőse és koordinátora, Jimmy Wales üzletember.
A szerkesztésben és fenntartásban alkalmazott programot NupeCode-nak hívták, amely még nem wiki rendszerben működött. A lexikon, mint később a kezdeti Wikipédia is, a nyílt tartalom jogi feltételeit biztosítani kívánó GNU General Public License szerint működött.

## Története

### Kezdetek
A Nupediát Jimmy Wales és Larry Sanger hívták életre 2000 márciusában. Az ötlet finanszírozását a Bomis (sporttal, szórakoztatással, sci-fivel és erotikával foglalkozó honlap) segítségével oldották meg.
A Nupedia számára egy szakértőkből álló kis csoport írta a cikkeket, amelyeket a nyilvánosságra hozatal előtt alaposan átolvastak. A cikkek eleinte a saját Nupedia licenc (Nupedia Open Content License) alatt forogtak közkézen, majd 2001 januárjától Richard Stallman kérésére átálltak a GNU-licencre (GFDL). Stallman azonban ezzel egy időben indította el saját GNUPedia-Projektjét, ezért felmerült egy kölcsönös konkurenciaharc lehetősége. Mivel a Nupediánál egy rendkívül bürokratikus munkastílus uralkodott, a cikkek minősége nagyon jó volt ugyan, de az enciklopédia nagyon lassan növekedett.

### A Wikipédia
2001-ben a szerkesztők elindították a Wikipédiát, melyet eredetileg csak a Nupedia egyfajta első fokozatának gondoltak. A Nupedia lassú növekedését kívánták egy kissé gyorsítani, azzal az ötlettel, hogy a Wikipediában engedélyezik a nem-szakértők, sőt a teljesen névtelen felhasználók számára is a cikkírást, s az ezáltal keletkezett rendkívül „szemetes” anyagból talán sikerül néhány jó cikket kihalászni. A Wikipédia azonban a hasznos szövegek tekintetében hamarosan túlszárnyalta a kiötlők várakozását, és olyan hihetetlen dinamikával kezdett el növekedni, hogy a Nupedia szerkesztését már 2002-ben megszüntették és 2003-ban a hálóról is lekapcsolták. A stábjának 25 szócikket sikerült befejezettnek tekintett állapotra hoznia a zárás előtt. További 77 cikk a szerkesztés valamilyen kezdetibb szakaszában volt.

### Epilógus
Larry Sanger a Wikipediával kapcsolatos viták miatt távozott nemcsak a Nupedia, hanem 2002-ben a Wikipedia közösségéből is, mivel az utóbbi szerkesztési szabadságát túlzottnak és a gyakorlatban nem beváltnak gondolta, amely a szócikkek megbízhatóságának rovására megy. Wales azonban nem volt hajlandó a szerkesztés lehetőségeinek korlátozására. Sanger kapcsolata Wales-szel, a kezdeményezések irányítójával némileg megromlott, 2005-ben vitába is keveredtek, mivel a számos a hálón is fellelhető írásos bizonyíték ellenére, Wales kétségbe vonta, hogy Sanger a Wikipédia társ-alapítója lett volna. Sanger új, a Nupediához hasonló enciklopédiát indított Citizendium néven, amely ma is működik.